# Галері
Галері (рум. Galeri) — село у повіті Бакеу в Румунії. Входить до складу комуни Хорджешть.
Село розташоване на відстані 230 км на північ від Бухареста, 21 км на південний схід від Бакеу, 94 км на південний захід від Ясс, 132 км на північний захід від Галаца, 138 км на північний схід від Брашова.

## Населення
За даними перепису населення 2002 року у селі проживали 250 осіб, усі — румуни. Усі жителі села рідною мовою назвали румунську.